# Электронная коммерция
Электронная коммерция (англ. e-commerce) — сфера цифровой экономики, которая включает в себя все финансовые и торговые транзакции, осуществляемые при помощи компьютерных сетей, и бизнес-процессы, связанные с проведением таких транзакций.
К электронной коммерции относят:
- электронный обмен информацией (Electronic Data Interchange, EDI),
- электронное движение капитала (Electronic Funds Transfer, EFT),
- электронную торговлю (e-trade),
- электронные деньги (e-cash),
- электронный маркетинг (e-marketing),
- электронный банкинг (e-banking),
- электронные страховые услуги (e-insurance).

## История развития электронной коммерции
Своим рождением первые системы и методы электронной коммерции обязаны появлению технологий автоматизации продаж и внедрению автоматизированных систем управления корпоративными ресурсами.
В 1960 году американские компании American Airlines и IBM приступают к созданию системы автоматизации процедуры резервирования мест на авиарейсы. Система SABRE (Semi-Automatic Business Research Environment) сделала воздушные перелёты более доступными для рядовых пассажиров, помогая им ориентироваться в тарифах и рейсах, число которых постоянно растёт. За счёт автоматизации процесса расчёта тарифов при резервировании мест снизилась стоимость услуг, выросли пассажироперевозки. Совместный проект American Airlines и IBM — один из первых примеров электронной коммерции.
В 1971 году студенты Стэнфордского университета и Массачусетского технологического института, используя компьютерную сеть ARPANET Стэнфордской лаборатории искусственного интеллекта (предшественник Интернета) организовали продажу марихуаны. Позже эти сделки стали считать первыми онлайн-транзакциями, началом электронной коммерции.
В 1979 году Майкл Олдрич демонстрирует первую систему онлайн-покупок.
В 1981 году была создана Thomson Holidays UK — первая система онлайн-шоппинга для бизнеса.
В 1982 году французская система Minitel была представлена France Télécom по всей стране и использовалась для онлайн-заказов.
В 1983 году законодательное собрание штата Калифорния проводит первые слушания по «электронной торговле» в Вулкане, Калифорния.
В 1995 году Джефф Безос запускает Amazon.com и начинают вещание первые 24-часовые радиостанции без рекламы, Radio HK и NetRadio. В том же году программистом Пьером Омидьяром создан eBay (как AuctionWeb). Спустя 4 года в Китае была основана Alibaba Group. Business.com был продан eCompanies за 7,5 млн долларов США, который был приобретен в 1997 году за 149 тыс. долларов США. Запускается одноранговая программа для обмена файлами Napster. ATG Stores открыла продажу декоративных предметов для дома в Интернете. В декабре 2001 году Alibaba.com достигла прибыльности.
В 2002 году eBay приобретает PayPal за 1,5 миллиарда долларов.
В 2003 году Amazon.com публикует первую годовую прибыль.
В 2004 году появилась DHgate.com, первая китайская платформа для онлайн-транзакций b2b, которая стала стимулом для других b2b-площадок уходить от модели «желтых страниц».
В 2007 году Business.com приобретен R.H. Donnelley за 345 миллионов долларов.
В 2015 году Amazon.com обеспечивает более половины всего роста электронной торговли, продавая почти 500 миллионов SKU в США.
В 2017: Розничные продажи электронной коммерции по всему миру достигли $ 2,304 трлн, что на 24,8 % больше, чем в предыдущем году.
Наиболее динамично рынок электронной коммерции развивается в течение последних 20 лет, что обусловлено стремительным ростом количества интернет-пользователей, увеличением влияния социальных сетей и других интерактивных онлайн-платформ, динамичным развитием систем электронных платежей и переходом ведущих игроков рынка к новым технологическим платформам для электронной коммерции (от Web 1.0 к Web 2.0, далее к Web 3.0).
В 2012 году объём продаж электронной коммерции впервые в истории превысил 1 триллион долларов, а количество интернет-магазинов за 2012 год (по отношению к 2011) увеличилось на 30 % и составило 32,5 тыс.. В 2011 году суммарный оборот интернет-магазинов оценивался в 258 млрд рублей. Рост объёма рынка увеличился 36 %. По результатам исследования РАЭК за 2012 год, объём рынка онлайн-торговли составил 284,96 млрд руб.
Постепенно доступ через мобильные устройства начал приобретать всё большую роль в электронной коммерции и составляет более 25 % рынка. Многие компании вложили значительные инвестиции в мобильные приложения.
Современные технологии 3D-графики позволили создавать достаточно компактные 3D-модели, которые получили стандартизацию в том числе при оформлении сообщений в социальных сетях (например, Facebook 3D Posts). Ряд маркетологов считает такую форму рекламы более предпочтительной, чем статические фотографии. Некоторые бренды, такие как Sony, уже экспериментируют в рекламе с дополненной реальностью. Wayfair позволяет осмотреть 3D-версию своей мебели в домашних условиях.

## Преимущества
- Ни владельцу магазина, ни его клиентам не нужно находиться в конкретном регионе для ведения бизнеса и осуществления заказа;
- Используются различные виртуальные платёжные системы;
- Товар доставляется с помощью почты и курьерских компаний в любую точку мира;
- В любой момент времени и в любом месте, где есть компьютер, можно ознакомиться с новинками и акциями.

## Классификация
Коммерческие организации
- B2B (Business-to-Business) — «взаимоотношения между коммерческими организациями».
- B2C (Business-to-Consumer) — «взаимоотношения между коммерческой организацией и потребителями».
- B2E[нем.] (Business-to-Employee) — «взаимоотношения между коммерческими организациями и сотрудниками (наёмными рабочими)».
- B2G (Business-to-Government) — «взаимоотношения между организацией и правительством».
- B2O (Business-to-Operator) — «взаимоотношения между организацией и оператором связи».

Потребители
- C2A (Consumer-to-Administration) — «взаимоотношения между потребителями и администраторами».
- C2B[англ.] (Consumer-to-business) — «взаимоотношения между потребителями и коммерческими организациями».
- C2C (Consumer-to-Consumer) — «взаимоотношения между потребителями».

Администрация
- A2A (Administration-to-Administration) — «взаимоотношения между администрациями».
- A2B (Administration-to-Business) — «взаимоотношения между администрацией и коммерческими организациями».
- A2C[нем.] (Administration-to-Consumer) — «взаимоотношения между администрацией и потребителями».

Другие бизнес-модели
- D2C (Decentralized-to-Consumer) — «децентрализованные взаимоотношения на основе Блокчейн-технологии (англ. Blockchain) между потребителями».
- G2B (Government-to-Business) — «взаимоотношения между правительством и организацией». На институциональном уровне крупные корпорации и финансовые учреждения используют Интернет для обмена финансовыми данными, чтобы облегчить внутренний и международный бизнес. Целостность и безопасность данных являются актуальными вопросами для электронной коммерции.
- P2P (Peer-to-Peer) — «взаимоотношения между лицами».

Помимо традиционной электронной коммерции, также использовались термины m-Commerce (мобильная коммерция) около 2013 г. t-Commerce.

### Схема B2B или бизнес-бизнес
B2B — сокращение «business-to-business» — торговля между предприятиями с использованием заявок через сайт. Вместо того, чтобы получать заказы через торговых представителей по телефону или электронной почте, заказы принимаются в цифровом виде, что снижает накладные расходы. Интернет-платформы дают возможность значительно упростить проведение операций на всех этапах, сделать торговлю более оперативной и прозрачной. Часто, в таких случаях представитель стороны заказчика имеет возможность интерактивного контроля процесса выполнения заказа путём работы с базами данных продавца. Информация о товарах может быть представлена как на сайтах, доступных для всех пользователей в интернете, так и на веб-ресурсах, доступных только для авторизованных пользователей. Примером B2B сделки может быть продажа шаблонов для сайта компаниям для последующего использования в качестве основы дизайна собственного веб-ресурса компании. Безусловно, сюда относятся любые взаимодействия, включающие в себя оптовые поставки товара или аналогичное выполнение заказов. Примером такого взаимодействия может быть оформление заказа онлайн дилером в личном кабинете, размещенном на сайте дистрибьютора.

### Схема B2C или бизнес-потребитель
Розничная торговля относится к деятельности по продаже товаров или услуг непосредственно потребителям или конечным пользователям. В ряде юрисдикций или регионов юридические определения розничной торговли указывают, что не менее 80 процентов продаж должно осуществляться конечными пользователями.
Розничная торговля часто осуществляется в розничных магазинах или учреждениях сферы обслуживания, но также может осуществляться посредством прямых продаж, например, через торговые автоматы, продажи «от двери до двери» или по электронным каналам. Хотя идея розничной торговли часто ассоциируется с покупкой товаров, этот термин может применяться к поставщикам услуг, которые продают их потребителям. Поставщики розничных услуг включают розничные банковские услуги, туризм, страхование, частное здравоохранение, частное образование, частные охранные фирмы, юридические фирмы, издательства, общественный транспорт и другие. Например, поставщик туристических услуг может иметь подразделение розничной торговли, которое бронирует поездки и проживание для потребителей, а также подразделение оптовой торговли, которое покупает блоки размещения, гостеприимства, транспорта и осмотра достопримечательностей, которые впоследствии объединяются в праздничный тур для продажи розничным турагентам.
Некоторые ретейлеры называют свои магазины «оптовыми торговыми точками», предлагая «оптовые цены». Хотя в строгом юридическом смысле магазин, который продает основную часть своих товаров конечным потребителям, считается розничным, а не оптовым. Различные юрисдикции устанавливают параметры соотношения потребительских и коммерческих продаж, которые определяют розничный бизнес.

### Схема С2С или потребитель-потребитель
Такой способ осуществления электронной коммерции предполагает совершение сделок между двумя потребителями, ни один из которых не является предпринимателем в юридическом смысле слова. Интернет-площадки для подобной торговли являются чем-то средним между рынком-толкучкой и колонкой объявлений в газете. Как правило, коммерция по схеме С2С осуществляется на сайтах Интернет-аукционов, приобретающих все большую популярность в наше время, потому данный вид электронной коммерции считается одним из динамично развивающихся в последнее время. Для клиентов таких систем основное удобство заключается в более низкой цене товара, по сравнению с его стоимостью в магазинах.
Помимо описанных выше наиболее распространенных схем электронной коммерции, существует и несколько других. Они не столь популярны, но, все же, применяются в некоторых специфических случаях. Речь идет о взаимодействии как предпринимателей, так и потребителей с государственными структурами. В последнее время многие операции по взиманию налогов, заполнению анкет, форм для заказа поставок, работа с таможней стали проводиться при помощи Интернет-технологий. Это позволяет значительно облегчить работу государственных служащих с одной стороны и дать возможность плательщикам избавиться от некоторой доли бумажной волокиты — с другой.

## Логистика
Логистика в электронной коммерции в основном касается выполнения заказов. Онлайн-рынки и ретейлеры должны найти наилучший способ выполнения заказов и доставки товаров. Небольшие компании обычно контролируют свои собственные логистические операции, потому что у них нет возможности нанять стороннюю компанию. Большинство крупных компаний нанимают подрядчиков или компанию-подрядчика, которая заботится о логистических потребностях компании.
Вопреки распространенному заблуждению, существуют значительные препятствия для входа в электронную коммерцию.

### Способы доставки
Организация логистики «последней мили» при интернет-торговле может быть различной. Покупатели могут получать заказы в пунктах выдачи заказов, в почтоматах (преимуществом этого варианта является экономия на оплате труда) или заказы могут доставляться им непосредственно до дома (или места работы) курьерами. Интернет-магазины могут передавать функцию по формированию заказов на складе и доставке их покупателям на аутсорсинг фулфилмент-центрам.

## Способы оплаты
Наиболее популярными способами оплаты покупки через интернет-магазин являются:
- наличными курьеру;
- перевод через любой банк;
- почтовый или телеграфный перевод;
- безналичное перечисление со счетов юридических лиц;
- оплата кредитной картой;
- оплата через специальные платежные системы: WebMoney, Яндекс.Деньги, Apple Pay и т. п.
- наложенный платёж.

## Преимущества электронной коммерции

### Для организаций
- Глобальный масштаб
- Сокращение издержек
- Улучшение цепочек поставок
- Бизнес всегда открыт (24/7/365)
- Персонализация
- Быстрый вывод товара на рынок
- Низкая стоимость распространения цифровых продуктов

### Для потребителей
- Повсеместность
- Анонимность
- Большой выбор товаров и услуг
- Персонализация
- Более дешевые продукты и услуги
- Оперативная доставка
- Электронная социализация

### Для общества
- Широкий перечень предоставляемых услуг (например, образование, здравоохранение, коммунальное обслуживание)
- Повышение уровня жизни
- Повышение национальной безопасности
- Уменьшение «цифрового» разрыва
- Онлайн-продажа/заказ товаров/услуг уменьшает автомобильный трафик и снижает загрязнение окружающей среды

## Недостатки электронной коммерции

### Для организаций
- Возможные сомнения сторон по поводу принадлежности того или иного проекта к компании (негативная анонимность)
- Некоторая сложность в ведении и узаконивании деятельности предприятия в интернете

### Для потребителей
- Недоверие потребителя к услугам, продаваемым посредством интернета[27]
- Невозможность «потрогать» товар руками
- Ожидание доставки приобретенной продукции
- Возможные трудности и расходы при возврате товара
- Дополнительная стоимость за доставку товара
- Необходимость предоставления личных данных

### Для общества
- Привлекательная платформа для мошенничества (снижение уровня сетевой безопасности)
- Вытеснение с рынка коммерческих офлайн-предприятий

### Для государства
- Недополучение в бюджет государства налоговых выплат при ведении «серых» схем учёта

## Электронная коммерция в мире
Электронная коммерция стала неотъемлемой частью современной экономики. Все больше потребителей приобретают товары посредством сети Интернет, а коммерческие организации так или иначе используют возможности данной сети при осуществлении предпринимательской деятельности. Общий мировой объём продаж в одном только потребительском сегменте электронной коммерции превысил отметку в 1 трлн долл. ещё в 2012 г. и характеризуется устойчивым ростом.
Рынок электронной коммерции в Европе достиг 312 млрд евро в 2012 г.
По прогнозам к 2017 году 10,3 % ($370 млрд в денежном выражении)общих расходов населения США на товары повседневного спроса будет приходиться на электронную торговлю и более 60 % всех продаж будут как-либо связаны с интернетом.
Россия заняла пятое место по объёму рынка электронной коммерции после Великобритании, Германии, Франции и Испании, при этом доля России составила порядка 10,3 млрд евро в 2012 г. с приростом 35 % по сравнению с 2011 г.. Эти сухие цифры показывают, что феномен электронной коммерции имеет большой потенциал, как во всем мире, так и в России.

## Электронная коммерция в России

### Общая ситуация на российском рынке электронной коммерции
По данным исследовательского агентства Data Insight, в 2014 году объём российского рынка электронной коммерции (покупки материальных товаров в российских и зарубежных интернет-магазинах) составил 645 млрд рублей. Таким образом, на долю онлайн-продаж приходится приблизительно 2,5 % от общего объёма продаж всей российской розницы (в среднем по ЕС этот показатель составляет 5,7 %, а в США — 6,4 %). По отдельным товарным группам картина несколько иная. В частности, через Интернет продаётся около 12—14 % бытовой техники, электроники и книг.
На 2011 год в России насчитывалось порядка 30 000 интернет-магазинов, большая часть из которых находится в регионах страны. По статистике, за год в России закрывается порядка 10 % интернет-магазинов, но вместо них открывается 20—30 % новых..
В марте 2016 года советник президента РФ по интернету Герман Клименко заявил: «У нас есть большая проблема в экономике — живут наши ретейлеры, магазинчики, где работают тетя Клаша и дядя Петя — они торгуют телефончиками, проводочками. В силу специфики мы можем покупать это за рубежом. Разница цен настолько велика, что мы вместо того, чтобы покупать у наших, начинаем покупать за рубежом»".
Рост популярности иностранных интернет-магазинов по торговле электроникой является фактором роста безработицы в России, считает советник президента. «Если вы покупаете за 36 рублей проводочек в Alibaba, вы оставляете своего соседа без работы. Купили ещё раз — оставили свою маму без работы», — заявил он. На что генеральный директор по логистике и сервисам JD.com в России Алекс Васильев ответил: «Идёт процесс обсуждения, приводятся разные точки зрения. Так же можно сказать, что и российские, и зарубежные интернет-магазины создают тысячи рабочих мест в почтовых, логистических и транспортных компаниях».

### Правовое регулирование электронной коммерции в России
На сегодняшний день в российском законодательстве отсутствуют какие-либо специальные нормы, направленные на регулирование рынка электронной коммерции. Актуальная судебная практика показывает, что, игнорируя специфику процессов электронной коммерции, действующее российское законодательство не только не обеспечивает должный уровень правовой защиты предпринимательской деятельности в сети Интернет, но и само по себе может нередко становиться инструментом недобросовестной конкурентной борьбы.
В качестве примера здесь можно привести судебные разбирательства с участием ООО «Альянс», в ходе которых, являясь обладателем товарного знака «ufarabota.ru», содержащего как географическое наименование, так и общеупотребительное слово, эта компания инициировала и выиграла споры в отношении адресов проектов «rabota-ufa.ru», «ufa.rabotavgorode.ru» и «rabota-ufa.info», которые не были зарегистрированы их владельцами в качестве товарных знаков. Таким образом, зарегистрировав товарный знак, состоящий из общеупотребительных слов, а затем, инициируя и выигрывая судебные споры с конкурирующими организациями, компания смогла заполучить в своё распоряжение контроль над адресами их сайтов и использовать достигнутые ими показатели для развития собственного бизнеса. Это позволяет говорить о том, что, зарегистрировав товарный знак «ufarabota.ru», ООО «Альянс» фактически монополизировало возможность использовать в адресах сайтов ключевые для данной сферы деятельности слова и тем самым обеспечивать сайту компании более выгодные позиции в результатах ответов поисковых систем. Описанная ситуация стала возможной ввиду того, что пункт 1 статьи 1483 Гражданского Кодекса РФ, запрещающий регистрацию средств индивидуализации, содержащих исключительно географические названия или общеупотребительные слова (широко распространенные наименования предметов, явлений, качеств или действий) не содержит упоминания доменных зон, и, как следствие, открывает возможности для обхода ограничений, путём их использования.
Согласно «Правилам продажи товаров дистанционным способом», утвержденных постановлением Правительства РФ от 27.09.2007 № 612, существует ряд требований для онлайн-ретейлеров, защищающих покупателей. Среди которых возможность покупателя отказаться от неиспользованного товара в течение 7 дней с момента получения. В момент доставки заказа покупатель должен получить информацию в письменном виде о порядке и сроках её возврата, и если покупатель не получил эту информацию, он вправе вернуть товар надлежащего качестве (кроме лекарств) или бракованный товар в течение 3-х месяцев с момента приобретения.

## Влияние электронной коммерции на рынки и ретейлеры
Рынки электронной коммерции растут заметными темпами. Ожидается, что онлайн-рынок вырастет на 56 % в 2015—2020 гг. В 2017 году розничные продажи электронной торговли по всему миру составили 2,3 триллиона долларов США, а доходы от электронной торговли, согласно прогнозам, вырастут до 4,88 триллиона долларов США в 2021 году.
Традиционные рынки ожидают только 2 % роста в то же время. Ретейлеры офлайн-пространства испытывают трудности из-за возможностей интернет-магазина предлагать более низкие цены благодаря более низким затратам (не требуется аренда помещений-магазинов или шоу-румов, за исключением склада и офиса). Многие крупные ретейлеры могут поддерживать присутствие в автономном режиме и онлайн, связывая физические и онлайн предложения.
Электронная коммерция позволяет клиентам преодолевать географические барьеры и позволяет им покупать товары в любое время и в любом месте. Онлайн и традиционные рынки имеют разные стратегии ведения бизнеса. Традиционные ретейлеры предлагают меньше ассортимента товаров из-за ограниченного места на полках. Онлайн-ретейлеры зачастую не проводят инвентаризацию, а отправляют заказы клиентов непосредственно производителю.
Стратегии ценообразования также отличаются для традиционных и онлайн-магазинов. Традиционные ретейлеры основывают свои цены на количестве посетителей магазина, средней стоимости покупки, количестве совершенных транзакций, стоимости аренды помещений. Интернет-магазины также учитывают количество совершенных покупок, они же устанавливают цены на скорость доставки.
Безопасность является основной проблемой электронной коммерции в развитых и развивающихся странах. Безопасность электронной коммерции защищает сайты и клиентов от несанкционированного доступа, использования данных. Тип угроз включает в себя: вредоносные коды, нежелательные программы (рекламное ПО, шпионские программы), фишинг, взлом и кибервандализм. Традиционные магазины также используют возможности онлайн-пространства для сохранения данных о покупателях, внедряют программы лояльности и переводят клиентов в онлайн пространство для оповещения об акциях, скидках и донесения рекламной информации с целью эффективного взаимодействия за пределами офлайн-магазина, удержания клиентов и увеличения продаж.

## Влияние на рынок труда
С одной стороны, электронная коммерция помогает создавать новые рабочие места благодаря информационным службам, необходимым программным разработкам и цифровым продуктам. С другой стороны, появление онлайн магазинов также приводит к сокращению рабочих мест. Области с наибольшей прогнозируемой потерей работы — это торговые площадки, почтовые и туристические агентства.
Развитие электронной коммерции создаст и новые рабочие места, которые требуют высококвалифицированных работников для управления большими объёмами информации, потребностями клиентов и производственными процессами. Люди с плохими техническими навыками не могут занять их.
Технологии электронной коммерции сокращают транзакционные издержки, позволяя как производителям, так и потребителям работать без посредников. Это достигается за счет расширения области поиска лучших ценовых предложений и групповой покупки. Успех электронной торговли на городском и региональном уровнях зависит от того, как местные фирмы и потребители приняли электронную торговлю.
Однако электронной коммерции не хватает человеческого взаимодействия с клиентами, особенно теми, кто предпочитает непосредственное общение. Клиенты также обеспокоены безопасностью онлайн-транзакций и, как правило, остаются лояльными по отношению к уже известным розничным продавцам.

## Социальные последствия
1. Предоставленная цифровым пространством возможность любому человеку в любой точке земного шара найти и купить любой товар стирает границы территорий, нивелирует национальную самобытность, размывает все возможные барьеры, так или иначе противопоставляющие одних людей другим, в чём бы это ни выражалось — будь то языковые, религиозные, расовые разграничения, предубеждения или неприязнь между народами.
2. Можно предположить, что поколение-next перестанет рассматривать покупку как необходимость перемещения куда-либо в реальном пространстве. Опустение торговых центров, сокращение количества горожан, спешащих на рынки и в магазины, а также снижение нагрузки на транспортную инфраструктуру — важные последствия киберторговли, которые влекут за собой изменение городской среды[44].

## Виды электронной коммерции
Существует несколько общепризнанных категорий, на которые подразделяется электронная коммерция. Как правило, такое размежевание проводится по целевой группе потребителей.

## Государственное регулирование электронной коммерции
В 1997 году президентом США Клинтоном были подписаны «Основы глобальной электронной коммерции». В 1999 году в США были приняты типовые Закон об электронных сообщениях (Uniform Electronic Transactions Act, UETA) и Закон об электронной подписи (E-Sign Act). Они приравняли электронную цифровую подпись в договоре к обычной письменной подписи. Форма письменного договора считалась соблюденной при наличии электронной подписи. Ещё ранее, в 1995 году, первым штатом США, где был принят закон об электронной цифровой подписи, стал штат Юта..
В Европейском союзе в 2000 году была издана Директива об электронной торговле. Позже она и Директива об электронных подписях были дополнены дополнительными инструментами, направленными на образование правовой базы для электронной коммерции внутри ЕС.
UNCITRAL ещё в 1985 году издала рекомендации относительно юридического значения электронных записей. Впоследствии появились типовые законы UNCITRAL об электронной торговле и об электронных подписях.
В праве России интернет-торговля включается в понятие «продажа товаров дистанционным способом». Она регулируется статьёй 492 ГК РФ, статьёй 26.1 Закона «О защите прав потребителей» (№ 2300-I от 7 февраля 1992 г.) и Правилами продажи товаров дистанционным способом, утверждённых Постановлением Правительства РФ от 27.09.2007 г. № 612. Ряд товаров (алкогольная и табачная продукция, драгоценные металлы и камни, изделия из них и т. п.) запрещено продавать в розницу дистанционным способом.
В настоящее время не выработан единый подход к коллизионно-правовому регулированию электронной торговли. В российском гражданском праве основной коллизионный принцип, применимый к электронной торговле, содержится в ст. 1210 ГК РФ — применяется право, выбранное сторонами договора. Если стороны договора не выбрали применимое право, то применяется право той страны, где на момент заключения договора находится место жительства или основное место деятельности стороны, которая осуществляет исполнение, имеющее решающее значение для содержания договора (ст. 1211 ГК РФ). Отсутствие физического места нахождения ответчика, равно как и его имущества, на территории России при осуществлении деятельности в сети Интернет, ориентированной на российского потребителя, обусловливает необходимость предоставления дополнительных гарантий защиты потребителя в виде возможности обращения за защитой своих прав в российские суды. Внесенное в 2015 году дополнение п. 2 ч. 3 ст. 402 Гражданско-процессуального кодекса РФ основанием для подсудности дела российскому суду в случае «распространения рекламы в информационно-телекоммуникационной сети Интернет, направленной на привлечение внимания потребителей, находящихся на территории Российской Федерации», позволило сократить количество случаев возврата исковых заявлений со ссылками на отсутствие доказательств, подтверждающих, что ответчик имеет орган управления, филиал или представительство, находящиеся на территории России, или ответчик имеет имущество, находящееся на территории России.